# Luciano Armani
Luciano Armani (Felegara di Medesano, 12 ottobre 1940 – Fidenza, 3 febbraio 2023) è stato un ciclista su strada italiano.
Professionista dal 1965 al 1972, conta la vittoria di due tappe al Giro d'Italia, una al Tour de France, e una Milano-Torino

## Carriera
Corridore di buon successo negli anni sessanta e nei primi anni settanta, fu per cinque anni compagno di squadra di Vittorio Adorni. Vinse 17 corse da professionista, tra cui due tappe al Giro d'Italia, la Coppa Sabatini nel 1965, il Giro di Sardegna, la Coppa Placci nel 1967 e il Gran Premio di Monaco nel 1967, il Giro del Tre Province a Camucìa nel 1968, la Milano-Torino del 1970.
Memorabile fu la vittoria della tappa di Marsiglia al Tour de France nel 1971, nella quale batté in volata Eddy Merckx in un gruppetto ristretto, al termine di una fuga partita ad inizio frazione: Armani completò i 245 km previsti alla straordinaria media di 45,351 km/h, tagliando il traguardo con circa 1h30' d'anticipo rispetto alla media più veloce ipotizzata dall'organizzazione.

## Palmarès
- 1964 (dilettanti)

Coppa Ciuffenna
- 1965 (Bianchi, due vittorie)

Coppa Sabatini
7ª tappa Giro d'Italia (Potenza > Maratea)
- 1966 (Salvarani, una vittoria)

6ª tappa, 1ª semitappa Parigi-Nizza (Bastia > Bastia)
- 1967 (Salamini-Luxor TV, due vittorie)

Coppa Placci
Classifica generale Giro di Sardegna
- 1968 (Faema, una vittoria)

Giro delle Tre Province - Camucia
- 1969 (Scic, due vittorie)

Lisbona-Porto
1ª tappa Tour de Suisse (Zurigo > Brugg)
- 1970 (Scic, due vittorie)

20ª tappa Giro d'Italia (Dobbiaco > Bolzano)
Milano-Torino
- 1971 (Scic, una vittoria)

12ª tappa Tour de France (Orcières-Merlette > Marsiglia)

### Altri successi
- 1967 (Salamini)

Classifica generale Trofeo Cougnet

## Piazzamenti

### Grandi Giri
- Giro d'Italia

1965: 35º
1966: 39º
1967: 38º
1968: 22º
1969: 35º
1970: 33º
1972: ritirato
- Tour de France

1970: ritirato (4ª tappa)
1971: 66º

### Classiche monumento
- Milano-Sanremo

1965: 62º
1967: 99º
1968: 66º
1970: 17º

### Competizioni mondiali
- Campionati del mondo

Zolder 1969 - In linea: 62º

## Riconoscimenti
- Premio Grandi Ex dell'Associazione Nazionale Ex Corridori Ciclisti nel 2010